# غوين (موسيل)
غوين هي بلدية في إقليم موسيل أحد أقاليم فرنسا في غراند إيست في شمال شرق فرنسا.